# Subligny (Cher)
Subligny é uma comuna francesa na região administrativa do Centro, no departamento de Cher. Estende-se por uma área de 17,26 km². Em 2010 a comuna tinha 347 habitantes (densidade: 20,1 hab./km²).